# 가로 (관직)
가로(일본어: 家老)는 에도 시대 무가(武家)의 가신(家臣)들 중 최고의 지위에 있던 관직으로서, 다수의 사람들과의 합의로 정치와 경제를 보좌하고 운영했다.

## 같이 보기
- 즈쇼 히로사토
- 나오에 가네쓰구